# Дитрих V фон Бройч
Дитрих V (III) фон Бройч (на немски: Dietrich V. (III) von Broich; * пр. 1340; † между 3 юли 1371 и 12 февруари 1372) е рицар, господар на Бройч (днес част от Мюлхайм) (1366 – 1372) в Херцогство Берг и бергски амтман на Ангермунд (1364 – 1371).
Той е син на Буркхард V фон Бройч († сл. 1366) и съпругата му Лукардис († сл. 1374). Внук е на Дитрих II фон Бройч († сл. 1310) и Лиза фон Мьорс. Сестра му Кунигунда е омъклена за Йохан фон Линеп, господар на Орсбек († сл. 1386) или за Йохан фон Лимберг от Берг-Алтена.
На 6 ноември 1348 г. Дитрих и баща му Буркхард V фон Бройч сключват договор с Дитрих III фон Лимбург и син му Крахт и внук му Дитрих IV, Йохан фон Лимбург-Щирум и син му Дитрих III фон Лимбург-Щирум с граф Герхард фон Берг един вечен съюз против тогавашните и бъдещите врагове.
На 22 януари 1368 г. Дитрих преписва правото на своя замък Бройч на херцог Едуард от Гелдерн, синът на херцог Райналд II фон Гелдерн.
След смъртта на Дитрих V фон Бройч († 1372) се започват дълги наследствени конфликти заради господството Бройч между Дитрих IV фон Лимбург и Фридрих II фон Вефелингховен († 1428), съпрузите на двете му дъщери. Херцог Вилхелм I фон Берг решава чрез съд през 1382 г., че собственостите на левия бряг на Рейн попадат на господарите фон Вефелингховен, а десните собствености на река Рейн отиват на господарите фон Лимбург.

## Фамилия
Дитрих V фон Бройч се жени между 1355 и 1359 г. за Катарина фон Щайнфурт (* пр. 1334; † сл. 1384/сл. 1391), вдовица на граф Симон I фон Бентхайм († 1344), дъщеря на Лудолф VII фон Щайнфурт († 1360) и Петронела фон Билщайн († 1369), дъщеря на Дитрих II фон Билщайн († 1335) и графиня Катарина фон Арнсберг († 1362). Те имат три дъщери:
- Лукардис фон Бройч (* пр. 1355; † между 1 януари и 4 декември 1412), омъжена на 3 юли 1371 г. за граф Дитрих IV фон Лимбург-Бройч (* ок. 1330; † 8 юли 1400); като вдовица тя е абатиса на Релингхаузен
- Ирмгард (* пр. 1362; † 3 юли 14??), омъжена 1372 г. (пр. 10 септември 1382) за Фридрих II фон Вефелингховен-Гребен (* пр. 1363; † 1428)
- Лиза (* пр. 1372; † сл. 1412), канонеса в Есен

Дитрих V фон Бройч има и извънбрачен син:
- Дитрих, в „Светия орден“ в „Св. Северин“ в Кьолн